# Trinidad Huerta
Trinitario Pascual Francisco Agustín Pedro Miguel María Ruberto Bruno Ventura Huerta Caturla,más conocido como Trinidad Huerta (Orihuela, España, 8 de junio de 1800-París, Francia, 19 de junio de 1874), fue un guitarrista y compositor español.
Reconocido por su virtuosismo en la guitarra, realizó numerosas giras por Estados Unidos y Europa. Tocó conciertos para las reinas de España y Portugal, la reina de Inglaterra, el rey de Bélgica y el rey de Francia.  En algunos de sus conciertos estuvo acompañado por otros músicos notorios como Fernando Sor, Dionisio Aguado, Frédéric Chopin y Franz Liszt.
Su destreza con la guitarra hizo que fuese conocido como el «Paganini de la guitarra». Fue elogiado por figuras notables como el escritor Victor Hugo y el compositor Hector Berlioz, quien lo caracterizó como uno de los tres mejores músicos de su época.

## Vida
Trinidad Huerta nació el 8 de junio de 1800 en Orihuela, Alicante, de Pedro Huerta y Morales y Francisca Caturla y Maseres, en el seno de una familia acomodada. Fue bautizado en la parroquia de San Salvador de esa ciudad, con los nombres Trinitario, Pascual, Francisco, Agustín, Pedro, Miguel, María, Ruberto, Bruno y Ventura.
Su abuelo paterno era Juan Huerta y García, Alcalde Mayor de la Villa de Sueca. Su abuelo materno era el abogado de los Reales Consejos y familiar del Santo Oficio de la Inquisición de Murcia y alcalde mayor de Murcia.
Inició sus estudios en el Colegio de San Pablo de Salamanca, abandonándolos a los quince años.
En 1819 se cree que participó del Pronunciamiento de Riego. Hay quienes le adjudican la creación del Himno de Riego, aunque este dato es improbable.
Comenzó su carrera de guitarrista a principios de los años 20. El 6 de abril de 1823 tuvo lugar el primer concierto de Huerta del que se tiene registro, en el Café La Cruz de Malta. Allí se presentó como «discípulo del célebre Sor», en alusión al compositor y guitarrista Fernando Sor.
A continuación se dirigió a París, donde dio al menos dos conciertos bajo la tutela del tenor Manuel García. Allí además entra en contacto con el compositor Gioachino Rossini.

### En Estados Unidos
El 31 de marzo de 1824 Huerta se embarcó junto a Manuel García a Nueva York, a donde llegaron luego de 28 días de viaje. El 15 de mayo, bajo los auspicios de Philarmonic Society, dio su primer concierto en el City Hotel, convirtiéndose en el primer concertista de guitarra española en actuar en Estados Unidos. El periódico National Advocate caracterizó al evento como «la más extraordinaria exhibición de talento musical jamás vista u oída».
El 24 de mayo de 1824 se casó con la pianista Sabina Meucci, hija de Antonio Meucci, un pintor de miniaturas. La edad exacta de Sabina en el momento de su matrimonio no está clara, aunque se sabe que era muy joven. El 5 de junio, Huerta da su segundo concierto en Nueva York, esta vez en el Washington Hall, acompañado por su esposa Sabina en el piano.
El 16 de junio de 1824, da su primer concierto en Filadelfia, en el Masonic Hall. Luego realiza conciertos en Baltimore, en Saratoga, y nuevamente en Nueva York. El concierto en Nueva York tuvo lugar el 9 de septiembre, y allí estuvo presente el General Lafayette, quien al día siguiente también asistió a otro concierto del guitarrista, esta vez en Filadelfia.
En Nueva York Huerta también conoce al actor dramático shakespeariano inglés Edmund Kean, luego de tocar en el entreacto de una de sus obras. Ambos se reencontrarían tiempo después en Europa.

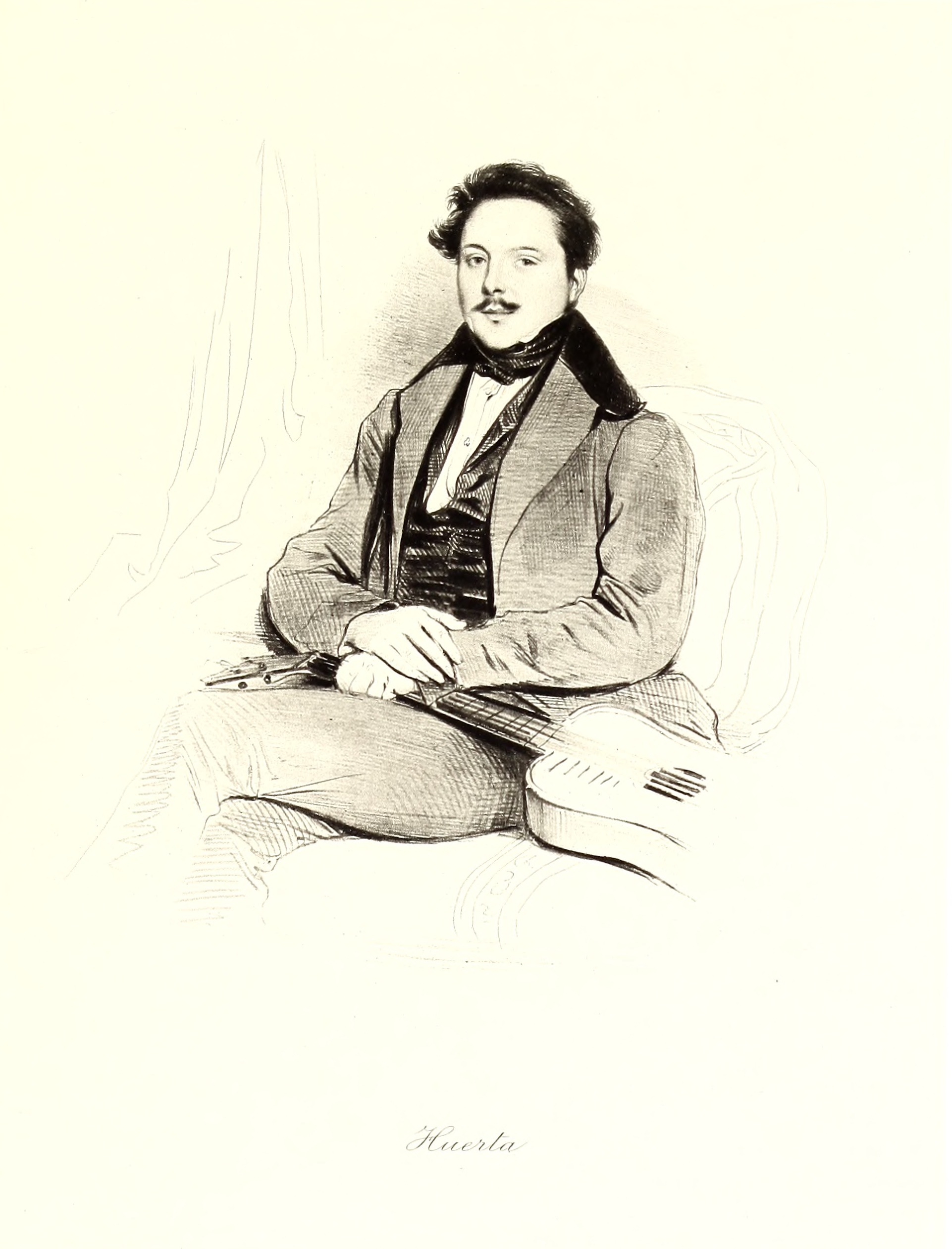
Trinidad Huerta hacia 1830, dibujo de Achille Devéria.

### Regreso a Europa
En 1826 emigra a La Habana, Cuba, y en 1827 regresa a Londres, donde comienza a relacionarse con la aristocracia.  Allí toca con los principales conciertistas de la época, como Johann Baptist Cramer, Ignaz Moscheles, Franz Liszt, Nicolas Mori, y Charles-Auguste de Bériot. También toca acompañado por la cantante inglesa Catherine Stephens.
En noviembre de 1828, diciendo ser soltero, se casó con Angiolina Panormo, hija del famoso lutier inglés Louis Panormo.
En enero de 1831, llega a París, tan sólo seis meses después de la coronación de Luis Felipe I. Aquí al comienzo no le fue bien, ya que el país se encontraba agitado socialmente. Sin embargo, gracias a la ayuda del compositor Gioachino Rossini, dio dos conciertos.
Entre finales de 1831 y principios de 1832, se afianzó en el círculo de Antoine Fontaney, a través de quien conoció y tocó para Honoré de Balzac y Delphine Gay. Poco después, Gay le dedicaría una poesía improvisada. Huerta permaneció en París dando conciertos, en los que participaron Franz Liszt y Frédéric Chopin.
En 1834 está de regreso en España y reside en Barcelona, Valencia y Madrid. A partir de junio 1838, se encuentra nuevamente en Inglaterra, y da conciertos en Londres, Mánchester, Liverpool y Dublín. En 1840 está de regreso en París. Hector Berlioz publica una reseña elogiosa de uno de sus conciertos en Le Journal des débats. Posteriormente regresa a España, y da conciertos en Madrid, Tortosa, Barcelona, Sevilla y Cádiz.
Entre finales de 1843 y mediados de 1844 da algunos conciertos en Bruselas, ya con poco público y con su popularidad en declive.  En 1845, Julián Arcas decide convertirse en concertista luego de asistir a uno de los conciertos de Huerta en Málaga.
A fines de mayo de 1846, comienza una larga serie de conciertos por el norte de España. En enero de 1848 comienzan a aparecer noticias asegurando que ha fallecido. Sin embargo, se tienen registros de nuevos conciertos. En 1854, toca para la reina de Portugal.

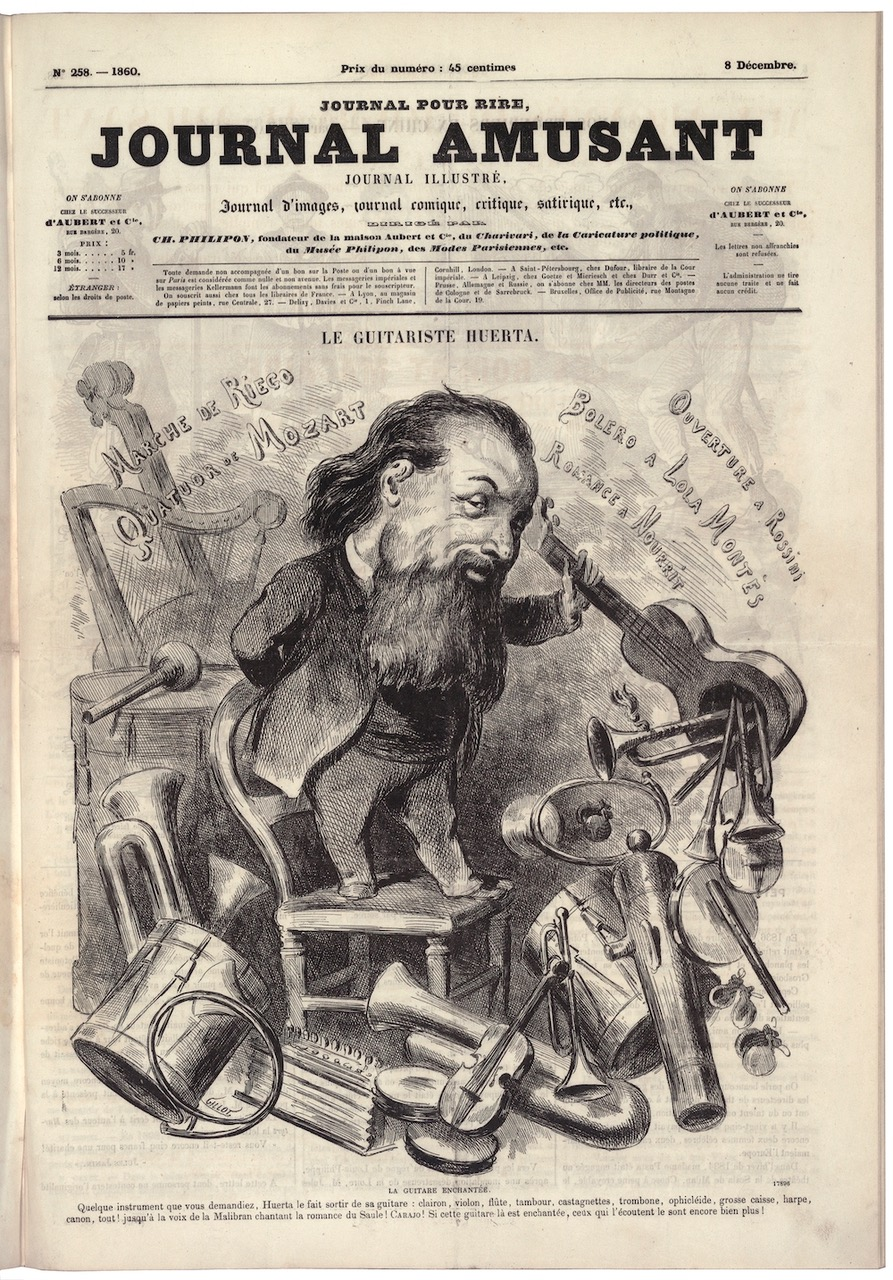
Caricatura de Trinidad Huerta en Journal amusant, 8 de diciembre de 1860. Ilustración de Claude Gillot. Conservatorio Real de Bruselas.

### Últimos años
Hacia finales de 1858, Huerta se estableció en Barcelona, donde ofreció varios conciertos. En uno de ellos, celebrado en el teatro del Odeón, presentó a su hijo como un violinista con gran potencial.
El 7 de enero de 1865, el escritor Philibert Audebrand publica un artículo titulado «L’Hymne de Riégo» en la revista literaria Revue de Paris. Allí relata su encuentro con Huerta en la casa de Charles Philipon, afirma que era conocido como «el mejor músico de la España moderna», y le adjudica la autoría del Himno de Riego.
En diciembre de 1871 tocó en Bruselas frente a la reina de Bélgica. En la misma ciudad, en abril de 1872, toca el último concierto del que se tiene conocimiento. Dos años más tarde, un artículo periodístico publicado en La España Musical afirma que se encuentra en condiciones de pobreza, forzado a tocar la guitarra en las calles de París.
Huerta falleció en París el 19 de junio de 1874, ya casi olvidado. Sus restos fueron sepultados modestamente en el cementerio del Père Lachaise.

## Legado
El crítico Antonio Fargas y Soler adjudicó el éxito de Trinidad Huerta en Europa a su técnica de rasgueado.
Aunque hoy en día es una figura poco conocida, Huerta fue en su tiempo una de las más destacadas personalidades de la música del siglo XIX. En décadas recientes, algunos intérpretes e investigadores han comenzado a recuperar su obra y a reconocer su papel en la historia del instrumento.

## Composiciones
| - Seis Grandes Válses - Gran Vals - Himno de Riego (disputado) - Tres Valses - Cuatro Divertimentos - Souvenir of the Fair at Mairena in Spain - A Spanish National Cachucha, With Variations - Seis Valses - Grand Waltz, de la Solitudine - Grande Wals - Cinco Valses - Bolero - Vals - Tres Divertimentos - Fantasía sobre la Obertura Semiramide de Rossini - Grand March, from La Gazza Ladra | - Chi Mai di Questo Core - à la Mémoire d'Adolphe Nourrit - Recitativo & Pastorela - Recuerdo Triste - Souvenir d'une Soirée a Passy, Symphonie Fantastique - Nouvelle Grande Fantaisie sur le thême de la Cachucha Nationale - Fantaisie - Favorite Romance on a Scotch Air with Variations - 6 Pequeñas Tocatas o Divertimentos Favoritos para los Discípulos - Recuerdo de mi Diva Bianca - Abanera (sic) - Círculo Harmónico - Favorito Jaleo (de Cádiz) - Vals de la Esperanza - Minué, tempo de Vals - Souvenir de París, rondó - Lola Montès |